# Alonzo Church
Alonzo Church (14. června 1903 Washington, D.C. – 11. srpna 1995 Hudson (Ohio)) byl americký matematik, logik a filozof. Byl jedním z prvních lidí zabývajících se teorií algoritmů. Narodil se ve Washingtonu a vystudoval na Princetonské univerzitě, kde se později stal i profesorem.
Je znám především díky svému lambda kalkulu, který popsal v roce 1936 ve článku ukazujícím existenci nerozhodnutelného problému. Na tento článek později navázal Alan Turing ve své práci o problému zastavení. Church pak společně s Turingem ukázal, že lambda kalkul (a další výpočetní modely) má výpočetní sílu Turingova stroje, což otevřelo cestu k Churchově–Turingově tezi.
- Seznam děl v Souborném katalogu ČR, jejichž autorem nebo tématem je Alonzo Church